# Funzione sigmoidea

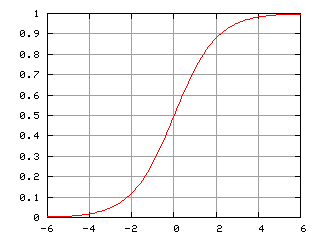
La curva logistica

La funzione sigmoidea è una funzione matematica che produce una curva sigmoide, ovvero una curva avente un andamento ad "S". Spesso, la funzione sigmoide si riferisce ad uno speciale caso di funzione logistica mostrata a destra e definita dalla formula:
{\displaystyle P(t)={\frac {1}{1+e^{-t}}}={\frac {e^{t}}{1+e^{t}}}}

## Membri della famiglia sigmoidea
Generalmente, una funzione sigmoidea è una funzione continua e derivabile, che ha una derivata prima non negativa e dotata di un unico punto di flesso.
Oltre alla funzione logistica, le funzioni sigmoidee includono la funzione arcotangente, tangente iperbolica e funzione di errore. Spesso inoltre è usata in statistica come funzione di distribuzione cumulata, infatti la forma ad "S" dà luogo a distribuzioni di probabilità a forma di campana, che raccolgono la maggior parte della densità di probabilità intorno al valore medio.
La funzione sigmoidea logistica è collegata con la tangente iperbolica, per esempio da:
{\displaystyle 2{\frac {1}{1+e^{-x}}}-1=\tanh {\frac {x}{2}}}

## Funzioni sigmoidee nelle reti neurali
Le funzioni sigmoidee sono spesso usate nelle reti neurali per introdurre la non linearità nel modello e/o per assicurarsi che determinati segnali rimangano all'interno di specifici intervalli. Un popolare elemento neurale artificiale computa la combinazione lineare dei relativi segnali in ingresso ed applica una funzione sigmoidea limitata al risultato; questo modello può essere visto come variante "regolare" del classico neurone soglia. Un motivo per la relativa popolarità nelle reti neurali è perché la funzione sigmoidea soddisfa questa proprietà:
{\displaystyle {\frac {d}{dt}}{\rm {sig}}(t)={\rm {sig}}(t)\left(1-{\rm {sig}}(t)\right)}
Questa relazione polinomiale semplice fra la derivata e la funzione stessa è, dal punto di vista informatico, semplice da implementare.

## Doppia funzione sigmoidea
Il doppio sigmoideo è una funzione simile alla funzione sigmoidea con numerose applicazioni. La relativa formula generale è:
{\displaystyle y={\mbox{sign}}(x-d)\,{\Bigg \{}1-\exp {\bigg [}-{\bigg (}{\frac {x-d}{s}}{\bigg )}^{2}{\bigg ]}{\Bigg \}},}
dove d è il centro e s è il fattore di steepness. Essa è basata sulla curva gaussiana ed è graficamente simile a due sigmoidi identiche legate insieme al punto x = d. 
Una delle relative applicazioni è la normalizzazione non lineare di un campione.